# Gilbert Bessi
Gilbert Bessi (9 de julho de 1958) é um atleta e pitolo de bobsleigh monegasco. Participou de quatro Jogos Olímpicos de Inverno (1988, 1992, 1994 e 1998) e um de Verão (1988), não ganhando medalhas.